# Kerinejska košuta
V grški mitologiji je Kerinejska košuta (grško Ελαφος Κερυνῖτις Elaphos Kerynitis), imenovana tudi Cerynitis ali Zlata košuta, velika košuta, ki je živela v Kerineii v Grčiji. Bila je sveta za Artemido, deviško boginjo lova, živali in neporočenih žensk. Imela je zlato rogovje kot jelen in kopita iz brona ali medenine in pravili so, da bi lahko prehitela puščico v letu. Ujetje košute je bilo četrto Heraklejevo delo.

## Četrta Heraklejeva naloga
Evristej in Hera sta bila zelo jezna, ko sta videla Herakleja pobegniti iz krempljev Nemejskega leva in čekanov Lernajske Hidre, zato sta se odločila, da bosta porabila več časa, da bi razmislila o tretji nalogi, ki bi junaku povzročila smrt. Tretja naloga ni vključevala ubijanja zveri, saj je bilo že ugotovljeno, da bi Heraklej lahko premagal celo najbolj strahovite nasprotnike, zato se je Evristej odločil, da mora uloviti Kerinejsko košuto, saj je bila tako hitra, da bi lahko prehitela puščico.
Po začetku iskanju se je Heraklej zbudil iz spanja in videl zadnjo stran bleska na njenih rogovih. Nato jo je lovil celo leto po celi Grčiji, Trakiji, Istri in deželo Hiperborejcev. V eni različici je zajel košuto medtem ko je spala. V drugi različici se je v njenem templju srečal z Artemido, ki mu je  rekla, naj ga zapusti na zadnji strani in reče Evristeju vse, kar se je zgodilo in njegovo četrto delo velja za zaključeno. Še ena različica pravi, da je Heraklej ujel košuto s puščico in jo ustrelil v nogo med mišico in kost brez kapljice prelite krvi.
Evristej je dal Herakleju nalogo v upanju, da bi spodbudil Artemidino jezo zaradi skrunjenja njene svete živali. Ko se je vrnil s košuto, je naletel na Artemido in njenega brata Apolona. Prosil je boginjo za odpuščanje in pojasnil, da jo je moral ujeti kot del svoje pokore, vendar je obljubil, da jo bo vrnil. Artemida mu je odpustila in Heraklej je košuto odnesel Evristeju.
Evristej je hotel košuto v svojem zverinjaku. Ker je Heraklej vedel, da jo mora skladno z obljubo vrniti, se je strinjal, da mu jo preda pod pogojem, da jo Evristej vzame sam. Kralj je šel ponjo, toda v trenutku, ko jo je Heraklej izpustil, se je ta vrnila k svoji gospodarici, saj Evristej ni bil dovolj hiter. Heraklej je uspel rešiti tudi to nalogo.

## Izvor v mitu
V Grčiji ni bilo znano, da bi košute nosile rogovje, vendar zgodba o košuti kaže na severne jelene, kjer za razliko od drugih jelenov samice nosijo rogovje. Mit se nanaša na severno Hiperborejo, ki je morda bila arhaičen izvor samega mita, kot misli Robert Graves.

## Ozvezdje
Ko je sonce v znamenju Škorpijona, se vzpostavi konstelacija s Heraklejem. Grki so se sklicevali na konstelacijo Herakleja kot na jelena, določili pa so jo Rimljani.

## V umetnosti
- Atenin krožnik, ca. 560 pr. n. št.
- Rimski bron, 1. st. pr. n. št.
- Rimski bron, 1. –2 st. n. št.
- Mozaik iz rimske Španije, 3. st.
- Kip, delo J. M. Félix Magdalena